# 布盧里弗鎮區 (印地安納州約翰遜縣)
布盧里弗鎮區（英語：Blue River Township）是位於美國印地安納州約翰遜縣的一個行政鎮區。

## 地方資料
根據2010年美國人口普查的數據，布盧里弗鎮區的面積為63.30平方千米，當中陸地面積為62.90平方千米，而水域面積為0.40平方千米。當地共有人口4936人，而人口密度為每平方千米77.98人。